# Öyvind Fahlström
Öyvind Axel Christian Fahlström, född 28 december 1928 i São Paulo, Brasilien, död 9 november 1976 i Storkyrkoförsamlingen i Stockholm, var en svensk författare, poet, text-ljudkompositör, dramatiker, målare, tecknare och grafiker.

## Biografi

### Bakgrund och tidiga år
Öyvind Fahlström var enda barnet till Frithjof Fahlström, född i Trondheim 1886, och Karin Fahlström, född Kronvall i Stockholm 1900. Han var gift med konstnären Barbro Östlihn, som hade stor inverkan på hans konstnärskap då hon medverkade och hjälpte honom att färdigställa bilder. 
I juli 1939 skickades Fahlström till Stockholm för att hälsa på släktingar och blev kvar när andra världskriget bröt ut. Mellan 1949 och 1952 studerade han arkeologi och konsthistoria och åren 1950–1955 arbetade han som författare, kritiker, översättare och journalist.

### 1950- till 1970-talet
1953 hade Fahlström sin första separatutställning där han visade teckningen Opera. Senast detta år skrev han Hätila ragulpr på fåtskliaben: manifest för konkret poesi som publicerades året efter. Åren 1956–1959 bodde han i Paris, där han började inkorporera klipp från serietidningar i sina målningar.
Under 1950-talet ägnade han sig en del åt informell konst. 1959 bifogade han en sliten palett som stöd i emballaget runt en mängd målningar till grupputställningen "Kring spontanismen". Även paletten kom av misstag att bli del av utställningen, vilket väckte stor uppmärksamhet.
I början av 1960-talet flyttade han till 128 Front Street studio, New York, som tidigare tillhört Robert Rauschenberg. I New York samarbetade han med andra konstnärer i happenings och performances. I sin bildkonst experimenterade han med delar som man ska kunna flytta runt på bildytan. Detta resulterade senare i Fahlströms många kartor och spel. 1963 sändes Fahlströms Fåglar i Sverige i Sveriges Radio och året efter deltog han med en separatutställning på Venedigbiennalen.
1966 deltog han som en av tio konstnärer i projektet 9 evenings. Övriga deltagare var Robert Rauschenberg, John Cage, David Tudor, Yvonne Rainer, Deborah Hay, Robert Whitman, Steve Paxton, Alex Hay och Lucinda Childs. Tillsammans med 30 vetenskapsmän och ingenjörer från Bell Labs framfördes olika performances under nio kvällar i 69th Regiment Armory i New York. Projektet organiserades av Robert Rauschenberg och Billy Klüver. Föreställningarna finns inspelade och tio filmer har sammanställts av Barbro Schultz Lundestam.

### Senare år
Under de sista tio åren av sitt liv slutförde han bland annat fyra filmer och ställde ut på gallerier och museer vid flera tillfällen, främst i USA och Europa. Fahlström avled i cancer 1976 i Stockholm. Han är begravd på Norra begravningsplatsen utanför Stockholm.

## Stil och betydelse
Öyvind Fahlström var en internationellt känd konstnär och han tillhörde de mer originella svenska konstnärerna under 1900-talet. Han arbetade inom en mängd olika genrer och var oerhört produktiv. Hans konst berörde ofta sociala och politiska frågor. Han var influerad av den konkreta musiken, popkonsten och de franska situationisterna. 
För den breda massan i Sverige gjorde han sig bland annat ökänd genom att stoppa en pipa och sedan röka vad han påstod vara hasch i ett TV-program som sändes i Sveriges Television.
Fahlström är representerad vid bland annat Nationalmuseum och Moderna Museet i Stockholm, Museum of Modern Art och Metropolitan Museum i New York, Göteborgs konstmuseum, Kalmar Konstmuseum, Norrköpings konstmuseum, Postmuseum, Vänermuseet, British Museum, National Gallery of Australia, Auckland Art Gallery, Art Institute of Chicago, Smithsonian American Art Museum, Museo Reina Sofía, San Francisco Museum of Modern Art, Minneapolis Institute of Art, Tate Modern och National Gallery of Art.

## Privatliv
Fahlström gifte sig med konstnären Barbro Östlihn 1960. De separerade 1975. Strax före sin död gifte sig Fahlström med amerikanskan Sharon Avery och överlät all sin dittills icke offentliggjorda konst till henne.

## Produktion

### Prosa och poesi (i urval)
- Trumpeten i stjärten - 1949
- Borborygmernas fall - ca 1950
- DET STORA OCH DET LILLA - 1953
- MOA (1) - 1954
- Bobb (livsföreståndaren) - 1961

### Artiklar (i urval)
- D.A.F. de Sade; en introduktion - 1950
- Hätila ragulpr på fåtskliaben, Manifest för konkret poesi - 1954
- Deckare om människan: Om Alain Robbe-Grillet - 1960
- Brev från Öyvind Fahlström: Bygg nöjeshus istället för kulturhus - 1967

### Dramatiska verk (i urval)
- DET HÅRDA OCH DET MJUKA - boord; konkret teaterstycke i två akter - 1953
- Hammarskjöld om Gud - 1965

### Happenings (i urval)
- Aida, på Moderna Museet - 20 oktober 1962
- Mellanöl, på Moderna Museet - 13 september 1964
- Fahlströms hörna - 1964
- 9 evenings, på 69th Regiment Armory i New York - 13-23 oktober 1966

### Radiokompositioner
- Fåglar i Sverige - 1963
- Den helige Torsten Nilsson - 1966
- Cellen, collage för radio - 1972

### Film
- Mao-Hope March - en film om Mao Zedong 1966
- U-barn - 1968
- East Village - 1968
- Revolution Now - 1968
- Du gamla, du fria - 1971

Utöver dessa filmer lämnade Fahlström efter sig ett antal film- och TV-manuskript som aldrig förverkligades.